# Estación de Quai de la Rapée
Quai de la Rapée es una estación de la línea 5 del metro de París situada en el XII distrito de la ciudad a orillas del río Sena.

## Historia
La estación se abrió al público el 13 de julio de 1906 con el nombre de Place Mazas, en referencia a la antigua prisión que llevaba el nombre de Jacques François Marc Mazas (1765-1805), coronel que murió en la batalla de Austerlitz. Un año después se cambió el nombre por Pont d'Austerlitz, que duró hasta 1916, momento en que se le dio el nombre actual en memoria del comisario de guerras de Luis XV, el Señor (Monsieur) de la Rapée, que poseía una finca cerca y daba nombre al barrio.
La estación fue temporalmente terminal de la línea durante su construcción. El 13 de julio de 1906 la línea que procedía de Place d'Italie cruzaba el Sena por el viaducto de Austerlitz hasta la estación. Con el fin de facilitar enlaces, los trenes se dirigían hacia la estación Gare de Lyon donde invertían la marcha usando una vía de enlace que aún existe. Esto duró del 1 de agosto al 17 de diciembre de 1906, momento en que se abrió la prolongación de la línea hasta la estación de Jacques Bonsergent (entonces Lancry).

## Descripción
La estación se encuentra en superficie entre el Puente Morland y la vía Georges Pompidou, al noroeste del Quai de la Rapée, muelle que le da nombre, sobre el Canal de San Martín en el que forma una de sus esclusas al dirigirse la vía del tren hacia el río Sena por un viaducto metálico (Viaducto de Austerlitz).
Antes de entrar al viaducto en cuestión, la vía gira a la derecha rodeando el Instituto Médico-Legal (Morgue) de París sobre un viaducto helicoidal.
La estación se compone de dos andenes laterales curvados de 75 metros de longitud y de dos vías. 
Sus paredes están revestidas de una atípica mezcla de piedra y ladrillos. Cada andén viene protegido por una cubierta metálica en uve que sostiene una viga principal y varias vigas laterales. Todo el conjunto se apoya en unas columnas de hierro fundido pintado de color azul. 
La iluminación corre a cargo del modelo néons, antiguo sistema de iluminación formado por sencillos tubos fluorescentes.
La señalización por su parte usa la moderna tipografía Motte donde el nombre de la estación aparece en letras blancas sobre un panel metálico de color azul. Por último, los asientos de la estación son azules, individualizados y también de tipo Motte.

## Accesos
La estación sólo tiene un acceso que da al muelle homónimo y la Plaza Mazas.